# Verdet de Jerdon
El verdet de Jerdon (Chloropsis jerdoni) és una espècie d'ocell de la família dels cloropseids (Chloropseidae) que era considerat una subespècie del verdet alablau (C. cochinchinensis) si bé difereixen en mesures i morfologia. Habita selva i boscos de l'Índia i Sri Lanka. Similar en aspecte al verdet alablau, li manquen les plomes blaves de l'ala. Construeix el niu en un arbre, i pon 2-3 ous. S'alimenta d'insectes, fruites i nèctar.
Rep el seu nom en honor del naturalista Thomas C. Jerdon.